# ショルツェ
ショルツェ（伊: Sciolze）は、イタリア共和国ピエモンテ州トリノ県にある、人口約1,500人の基礎自治体（コムーネ）。

## 地理

### 位置・広がり

#### 隣接コムーネ
隣接するコムーネは以下の通り。括弧内のATはアスティ県所属を示す。
- チンザーノ
- ガッシーノ・トリネーゼ
- マレンティーノ
- モンクッコ・トリネーゼ (AT)
- モンタルド・トリネーゼ
- リヴァルバ